# Шелушков, Григорий Иванович
Григорий Иванович Шелушков (бел. Рыгор Іванавіч Шалушкоў; 19 мая 1899, д. Рудня Бронская, Рогачёвский уезд, Могилёвская губерния, Российская империя — 30 мая 1943, у села Должик, Житомирский район, Житомирская область, Украинская ССР, СССР) — 
советский белорусский государственный и партийный деятель. Один из организаторов и руководителей подпольного и партизанского движения на Украине в годы Великой Отечественной войны, секретарь Житомирского подпольного обкома КП(б) Украины. Герой Советского Союза (1965, посмертно).

## Биография

Памятник Героя Советского Союза Г. Шелушкова в Житомире (демонтирован)

Родился 19 мая 1899 в селе Рудня Бронская Рогачёвского уезда Могилёвской губернии Российской империи  (ныне деревня в составе Рогачёвского района Гомельской области Белоруссии), в крестьянской семье. Белорус. Член ВКП(б) с 1925 года.
После революции в начале 1918 года Г. И. Шелушков добровольно пошёл в Красную Армию. Участник Гражданской войны.
В 1926 году демобилизовался и работал сначала счетоводом в окружной страховой кассе города Полтава, а потом — на разных хозяйственных должностях Полтавского окружного строительного треста.
В 1929 году Г. И. Шелушков был избран секретарём партийной организации этого треста, а в 1931 году — секретарём партийной организации железнодорожной станции Гребёнка. 

Бюст Героя Советского Союза Г. Шелушкова в Коростышеве

С 1932 по 1937 год был на профсоюзной и хозяйственной работе. С 1937 года Г. И. Шелушков — секретарь парткома завода «Прогресс», инструктор Бердичевского райкома партии. В 1940 году его избрали первым секретарём Коростышевского райкома КПУ.
Когда началась Великая Отечественная война, Житомирский обком КПУ занялся подбором кадров для работы в тылу врага. Секретарём подпольного обкома партии был утверждён Г. И. Шелушков. В начале июля 1941 года он прибыл в Житомир и устроился дворником на хлебзавод. Знакомился с обстановкой, изучал людей и устанавливал связи.
В начале 1942 года в Житомире Г. И. Шелушкову удалось создать около 20 подпольных групп. Он установил связи с подпольными группами в Коростышевском, Чудновском, Потиевском, Брусиловском, Житомирском районах. В марте 1942 года была создана руководящая тройка во главе с Г. И. Шелушковым. Тройка установила тесную связь с подпольными группами области и развернула активную подпольную борьбу против оккупантов. Штабом партизанского движения в области назвал Г. И. Шелушков это боевое ядро подполья на Житомирщине.
Деятельность подпольных организаций и групп второй половины 1941 года и первой половины 1942 года характеризуется проведением агитационно-массовой работы среди населения, сбором оружия и боеприпасов для дальнейшей борьбы. Подпольные организации издавали антифашистские листовки и воззвания, которые с первых месяцев деятельности подполья переписывались от руки и распространялись среди населения.
В марте 1942 года было создано две типографии в Житомире, а также по одной — в Чудновском и Коростышевском районах, приобретено 5 печатных машинок. Это дало возможность расширить выпуск листовок и усилить политическую работу среди населения. Созданный ранее штаб партизанского движения во главе с Г. И. Шелушковым, фактически выполнявший функции подпольного обкома партии, в августе 1942 года был переименован в областной подпольный комитет. Вскоре подпольный обком возглавил деятельность всех организаций и групп города, а затем и области.
В конце 1942 года на Житомирщине уже действовало около 75 подпольных организаций и групп, объединявших почти 2,5 тысячи человек. В распоряжении подпольных организаций было 28 радиоприёмников, 5 типографий, 5 печатных машинок, которые использовались для размножения листовок и газет. Подпольными организациями Житомирщины в период немецко-фашистской оккупации было отпечатано 102500 экземпляров листовок.
Большую помощь оказывали подпольщики области партизанским отрядам и соединениям. Они подготовили и отправили к партизанам 2364 бойца, доставили 1502 винтовки, 3243 гранаты, 11 станковых и 70 ручных пулемётов, 31 автомат, 56 пистолетов, около 200 тысяч патронов, 16 центнеров тола, 245 снарядов и мин. Подпольные организации области снабжали партизанские отряды продуктами питания, одеждой, обувью, медикаментами, помогали им разведкой. Было организовано 4 мастерские для ремонта оружия.
Силами подпольных организаций пущено под откос 34 вражеских эшелона с живой силой и техникой врага, взорвано 18 мостов, уничтожено 19 автомашин. Подпольщики разрушали телефонную и телеграфную связь, громили гарнизоны немцев. Большую работу они провели по организации массового саботажа политических, экономических и военных мероприятий оккупантов.
Для обсуждения задач дальнейшей борьбы с оккупантами 10 апреля 1943 года была созвана партийная конференция. В ней приняло участие 19 делегатов от районных и низовых организаций. Конференция решила усилить вооружённую борьбу с фашистами и их пособниками, создавать новые и новые партизанские отряды. На конференции был избран областной комитет партии. Секретарями обкома избрали Григория Ивановича Шелушкова и Алексея Демьяновича Бородия.
В мае 1943 года подпольный обком партии готовил выход подпольщиков в партизанские отряды, чтобы развернуть массовую открытую борьбу с немецкими оккупантами. Но перед самым проведением этой операции, 25 мая 1943 года, провокаторы, которые проникли в комитет, выдали его руководителей. В это время и был арестован Г. И. Шелушков. 30 мая 1943 года после жестоких пыток в застенках гестапо Григорий Иванович Шелушков и Алексей Демьянович Бородий были расстреляны — в лесу возле села Должик, в трёх километрах от Житомира.

## Награды
Указом Президиума Верховного Совета СССР от 8 мая 1965 года за особые заслуги в организации и руководстве Житомирским подпольным обкомом партии, мужество и героизм, проявленные в борьбе против немецко-фашистских захватчиков в период Великой Отечественной войны секретарю Житомирского подпольного обкома КПУ Шелушкову Григорию Ивановичу присвоено звание Героя Советского Союза и орден Ленина.

## Память
В городе Житомире Герою установлен памятник,который распоряжением Житомирского городского головы определён под демонтаж. Демонтировано 13 июля 2016 года.
Его именем названа улица в Бердичеве. В лесу близ села Довжик, в трёх километрах от Житомира, сооружён обелиск на месте расстрела Г. И. Шелушкова и А. Д. Бородия. В городе Коростышев Житомирской области на Аллее Героев Г. И. Шелушкову установлен бюст, на проходной завода «Прогресс» в городе Бердичеве — мемориальная доска.